# Jakob Finci
Jakob Finci (* 1. října 1943 Rab, Chorvatsko) je bosenský právník, bývalý velvyslanec své země ve Švýcarsku a předseda Židovské společnosti Bosny a Hercegoviny.

## Působení
Byl členem předsednictva židovské komunity již v roce 1990. Během války v Bosně a Hercegovině se angažoval v humanitárních aktivitách. Byl členem organizace Benevolencija, která provozovala lékárnů v obleženém Sarajevu a zásobovala strádající obyvatele léky a teplou stravou v polní kuchyni. Je jedním ze zakládajících členů Mezináboženské rady Bosny a Hercegoviny, která byla ustanovena v roce 1997. Rada shromažďuje představitele všech náboženství, která jsou v Bosně a Hercegovině zastoupena. Byl rovněž předsedou ústavní komise Federace Bosny a Hercegoviny.
Jeho politické ambice vyvrcholily snahou kandidovat na prezidenta (resp. člena předsednictva Bosny a Hercegoviny) v roce 2000. Kandidaturu však nemohl uskutečnit, neboť podle bosenských zákonů musí být v předsednictvu zastoupen 1 Bosňák, 1 Chorvat a 1 Srb. Příslušníci jiných národnostních komunit mohou být voleni do komor bosenského parlamentu, nemohou však zastávat vyšší funkce. Proto se rozhodl spolu s Dervem Sejdićem zažalovat Bosnu a Hercegovinu u Evropského soudu pro lidská práva ve Štrasburku. Přestože v roce 2009 soud rozhodl v jejich prospěch, bosenská vláda nezměnila právní úpravu požadovaným způsobem, aby i příslušníci národnostních menšin mohli kandidovat na nejvyšší funkce v zemi.
Finci se po skončení soudního procesu věnuje přednášení. Získal několik mezinárodních ocenění.